# Masszi Tamás
Masszi Tamás (Budapest, 1958. december 15. –) magyar orvos, belgyógyász, egyetemi tanár, egészségügyi menedzser, nemzetközileg elismert, jelentős kutatási eredményeket ért el a hematológia, azon belül is a rosszindulatú vérképzőszervi betegségek kezelése, a hemopoetikus őssejt-transzplantáció területén. A budapesti Semmelweis Egyetem Belgyógyászati és Hematológiai Klinika igazgatója és az egyetem Belső Klinikai Tömbjének (BKK) orvos-igazgatója. A Semmelweis Egyetem Általános Orvostudományi Karának általános, majd oktatási dékánhelyettese (2012-től). 2016-2019 között a Semmelweis Egyetem szenátusának választott tagja.

## Kezdetek
A Veres Pálné Gimnáziumban érettségizett Budapesten 1977-ben. Érettségi után a Semmelweis Egyetem (akkor még: Semmelweis Orvostudományi Egyetem) Általános Orvostudományi Karán folytatott tanulmányokat, ahol 1983-ban orvosi diplomát szerzett (Summa cum Laude minősítéssel). Később egészségügyi menedzserképzésben vett részt (1997-98), majd a Budapesti Corvinus Egyetem (akkor: Budapesti Közgazdaságtudományi és Államigazgatási Egyetem) Közgazdasági Továbbképző Intézetének egészségügyi menedzser szakát is elvégezte (1999-2000). Fiatal korában csellózott és kamarazenélt. A komolyzene szeretete azóta is elkíséri életében. Nyelvismerete: angol, francia és olasz.

## Szakmai pályafutás
- Friss diplomásként, 1983-tól a Semmelweis Egyetem III. Belgyógyászati Klinikáján egyetemi tanársegéd.
- 1993-ban a Fővárosi Önkormányzat Szt. László Kórház I. Belgyógyászat, Hematológiai Osztályán főorvos és a felnőtt csontvelő-transzplantációs program vezetője. Ugyanott 2000-től részlegvezető főorvos.
- 2005-től az Országos Gyógyintézeti Központ (korábban: Szabolcs utcai kórház) Hematológiai és Őssejt-transzplantációs Osztály osztályvezető főorvosa. Miután ezt az intézetet felszámolták,
- 2007-től a Fővárosi Önkormányzat Egyesített Szent István és Szent László Kórház és Rendelőintézet, Hematológiai és Őssejt-transzplantációs Osztály osztályvezető főorvosaként dolgozott tovább.
- 2010-től a Semmelweis Egyetem III. Belgyógyászati Klinika Csontvelő-transzplantációs Tanszéki Csoportjának vezető főorvosa. 2011-ben egyetemi tanár ugyanott. 2013-tól megbízott, 2016-tól kinevezett klinikaigazgató.
- 2020-tól az újonnan megalakult Belgyógyászati és Hematológiai Klinika igazgatója, valamint az egyetem Belső Klinikai Tömbjének (BKK) orvos-igazgatója.

## Külföldi tanulmányutak
- 1991–1992: Hôpital Saint Louis, Service de Greffe de Moelle Osseuse[2] (vezető: Prof. Éliane Gluckman(wd)) Párizs. Őssejt-transzplantációs klinikai gyakorlati továbbképzés francia kormányösztöndíjjal.
- 1992: Royal Free Hospital,[3] Department of Clinical Immunology (vezető: Prof. George Janossy[4]), London. Áramlási citometriai gyakorlat.

## Hazai oktatási tevékenység
- Előadó a graduális képzésben (Klinikai hematológia, Klinikai onkológia, A hemopoetikus őssejt-transzplantáció alapjai). Szakdolgozatok témavezetője.
- 1998–2004 között hazai, 2017-től nemzetközi TDK-konferenciák szekcióelnöke. 2012-től irányít TDK-hallgatókat.
- 1993 óta oktatja a posztgraduális képzésben, szakvizsgás és transzfúziós tanfolyamokon a hematológia, allergológia, klinikai immunológia, valamint a belgyógyászat tantárgyakat.
- Speciális továbbképzést szervez induló hemopoetikus őssejt-transzplantációs centrumok szakemberei számára (Pécs, Szeged, Debrecen, Marosvásárhely, Bukarest).
- A Semmelweis Egyetem Rácz Károly Klinikai Orvostudományok Doktori Iskola[5] 6. Klinikai hematológia programvezetője, ezen belül három témában témavezető.

## Nemzetközi oktatási tevékenység
- European Group for Blood and Marrow Transplantation (EBMT)[6] oktatási bizottságának elnöke, továbbképző tanfolyamok szervezője, előadója (2003-2013).
- EBMT hivatalos tankönyv (The EBMT Handbook[7]) szerkesztője és társszerzője (2004, 2008, 2012).
- EBMT oktatási web-honlap[8] megalkotója (2009).
- European Hematology Association (EHA)[9] oktatási bizottságának tagja és az European Hematology Curriculum[10] nemzetközi oktatási program társszerzője.
- A köldökzsinórvér-transzplantációt támogató magyar weblap[11] megalkotója (nemzetközi konzorciumban, EU-pályázattal).

## Tudományos munka
Szakterület: hematológia, elsősorban a rosszindulatú vérképzőszervi betegségek kezelése, hemopoetikus őssejt-transzplantáció. A Scopus adatbázisaiban több profilon szerepel, ezek összefésülve itt találhatóak. A Researchgate-en kb. 270 publikációban szerepel a neve szerzőként. Az Országos Doktori Tanács róla szóló Scientometric Data szekciója 546 idézhető tudományos közleményét említi (2021 januári adatok).

## Tudományos közéleti tevékenység
- 1983-tól a Magyar Belgyógyász Társaság[15] tagja, jelenleg (2021) vezetőségi tag.
- 1992-től a Magyar Hematológiai és Transzfúziológiai Társaság (MHTT)[16] elnökségi tagja (2007-től 2011-ig elnöke), a MHTT Felnőtt Csontvelő-transzplantációs Bizottság tagja, 2003-tól elnöke.
- 1993-tól a European Group for Blood and Marrow Transplantation tagja, 2003-tól 2013-ig az Oktatási Bizottság elnöke.
- 1994-től az MHTT Transzfúziológiai és Hematológiai Szakmai Kollégium tagja, 1995-től 2012-ig titkára.
- 1998-tól a European Hematology Association tagja.
- 2000-től az American Society of Hematology[17] tagja.
- 2007-től az Egészségügyi Tudományos Tanács[18] őssejt bizottságának tagja.
- 2009-től a Magyar Tudományos Akadémia Az embrionális és szöveti őssejtek kutatását és terápiás felhasználását vizsgáló akadémiai munkacsoport tagja.
- 2009-2013 European School of Hematology (ESH)[19] tudományos tanácsadó testületének tagja.
- 2011-2020 az Egészségügyi Tudományos Tanács Klinikai Farmakológiai Etikai Bizottságának tagja.
- 2012-től megszűnéséig az Országos Gyógyszerterápiás Tanács tagja.
- 2013-tól az Egészségügyi Szakmai Kollégium Transzfúziológia és Hematológia Tagozatának[20] tagja.

A következő tudományos folyóiratok szerkesztésében vesz részt:
- Lege Artis Medicinae[21] szerkesztőbizottsági tag (2002–2012).
- Current Opinion in Hematology[22] magyar kiadásának tudományos szaktanácsadója (2002–2016).
- Hematológia-Transzfúziológia folyóirat[23] szerkesztőbizottsági tagja (2004-től).
- Magyar Belorvosi Archivum[24] szerkesztőbizottsági tag (2017-től).
- Részt vesz a beküldött cikkek bírálatában a Bone Marrow Transplantation, a European Journal of Cancer, a British Medical Journal, az Annals of Hematology, a Pathology Oncology Research és az Orvosi Hetilap folyóiratok számára.

## Szakmai kitüntetések
- Budapestért díj, a Szent László Kórház csontvelő-átültetést végző orvoscsoportjának, többéves eredményes transzplantációs munkájukért (1998).
- MHTT Marschalkó Tamás-emlékérem[25] a klinikai hematológia területén kifejtett több évtizedes, kiemelkedő munkássága elismeréseként (2017).
- Semmelweis Egyetem Jendrassik Ernő emlékérem és jutalomdíj.[26] A magyar orvostudomány, különösen az önálló kutatásokon alapuló szaktudomány fejlődésének elősegítése érdekében kifejtett munkája elismeréseként (2021).
- a Magyar Érdemrend tisztikeresztje polgári tagozata kitüntetés, a korszerű csontvelő-transzplantáció egyik meghonosítójaként végzett és a súlyos hematológiai betegségekben szenvedők megsegítése iránt elkötelezett gyógyítómunkája, valamint a nemzetközi szakmai közéletben betöltött jelentős szerepe elismeréseként (2022).[27]

## Családi háttér
Édesapja Masszi Ferenc (1925-1990) belgyógyász, a Vas utcai Balassa János kórház osztályvezető főorvosaként halt meg agyvérzésben. Édesanyja Till Gabriella (1927-2021) belgyógyász, a BME Szakorvosi Rendelőintézetének vezető főorvosaként ment nyugdíjba. Felesége, Szánthó Dorottya háziorvosként dolgozik.